# Zerā Maḩalleh
Zerā Maḩalleh (persiska: زِراع محله, Zerā‘ Maḩalleh, زرا محله) är en ort i Iran.   Den ligger i provinsen Golestan, i den norra delen av landet, 280 km öster om huvudstaden Teheran. Zerā Maḩalleh ligger 14 meter över havet och antalet invånare är 348.
Terrängen runt Zerā Maḩalleh är varierad. Runt Zerā Maḩalleh är det ganska tätbefolkat, med 207 invånare per kvadratkilometer. Närmaste större samhälle är Bandar-e Torkaman, 16,8 km nordväst om Zerā Maḩalleh. Trakten runt Zerā Maḩalleh består till största delen av jordbruksmark.